# Конвой №5113
Конвой № 5113 — японський конвой часів Другої світової війни, проведення якого відбувалось у травні 1943-го.
Вихідним пунктом конвою був атол Трук у центральній частині Каролінських островів, де ще до війни створили головну базу японського ВМФ у Океанії, звідки до лютого 1944-го провадились операції в цілому ряді архіпелагів. Пунктом призначення став атол Кваджелейн, на якому була головна японська база на Маршаллових островах.
До складу конвою увійшли транспорти «Ямакуні-Мару», «Асаяма-Мару» та «Окіцу-Мару» (Okitsu Maru), тоді як охорону забезпечували мисливець за підводними човнами CH-31 і тральщик W-8.
11 травня 1943-го загін полишив Трук і попрямував на схід. Хоча поблизу вихідного та кінцевого пунктів маршруту традиційно діяли американські підводні човни, проходження конвою № 5113 минуло без інцидентів і 16 травня він прибув на Кваджелейн.